# Inside Outside
"Inside Outside" é o quinto single do álbum Show Me, lançado pelo grupo de freestyle The Cover Girls em 1988. A canção obteve moderado sucesso na Billboard Hot 100, alcançando a posição #55 em 20 de Agosto de 1988. Na parada dance a canção obteve melhores resultados, alcançando a posição #12.

## Faixas
12" Single (Promo)
| N.º | Título                            | Duração |  |
| 1.  | "Inside Outside" (Edited Version) | 4:00    |  |
| 2.  | "Inside Outside"                  | 5:25    |  |

12" Single
| N.º | Título                        | Duração |  |
| 1.  | "Inside Outside"              | 6:44    |  |
| 2.  | "Inside Outside" (Drumapella) | 5:32    |  |
| 3.  | "Inside Outside" (Dub 1)      | 6:24    |  |
| 4.  | "Inside Outside" (Dub 2)      | 5:21    |  |

## Desempenho nas paradas musicais
| Parada musical (1988)                               | Melhor posição |
| --------------------------------------------------- | -------------- |
| Estados Unidos (Billboard Hot 100)                  | 55             |
| Estados Unidos (Hot Dance Music/Club Play)          | 12             |
| Estados Unidos (Hot Dance Music/Maxi-Singles Sales) | 21             |